# La Jungle en folie
La Jungle en folie è una serie a fumetti con illustrazioni di Mic Delinx e sceneggiatura di Christian Godard, apparsa nel 1969 su Pif Gadget.
Gli albi sono stati pubblicati dal 1973 al 1988 dalle edizioni Rossel e poi dalla casa editrice Dargaud. Tra il 2004 e il 2008, Christian Godard ha ripreso la serie da solo in occasione della nuova formula di Pif Gadget; ne è seguito un album, pubblicato dalle edizioni Soleil Productions nel 2005.
Alla maniera di Pogo di Walt Kelly, questa serie è una satira della società umana che utilizza animali antropomorfi. Tuttavia, si differenzia dal fumetto americani per la crudeltà e l'ironia che sempre lo sottendono, rendendola un'opera molto particolare.

## La storia
La Jungle en folie è stata pubblicata per la prima volta nel numero del 13 ottobre 1969 del settimanale per ragazzi Pif Gadget, sotto forma di gag a numero unico. Divenne immediatamente una serie regolare della rivista e apparve sulla copertina del numero 56 del marzo 1970. La prima storia breve, La Conquête de l'espace, è stata pubblicata nel numero 90 di novembre 1970, ma nel corso degli anni la maggior parte delle storie pubblicate sono rimaste gag di una o due tavole. Il 28 gennaio 1974 la serie è stata interrotta.
Tuttavia, è stato in questo periodo che è iniziata la pubblicazione del libro, dopo un primo volume nel 1973. La casa editrice belga Rossel ha pubblicato sette volumi fino al 1976. Nel 1977, la serie è stata ripresa in Pif. Nel 1979, la casa editrice Dargaud iniziò a ristampare gli album della casa editrice Rossel e a pubblicarne di nuovi, utilizzando l'ampia collezione disponibile. Una prima storia a seguire, Mambo Zizi Panda, venne pubblicata su Pif nel 1981, subito pubblicata in forma di album. Le gag furono poi pubblicate più sporadicamente fino al 1986, mentre gli albi continuarono a essere pubblicati a ritmo costante fino al 1988, anno del ventesimo volume.
Con il fallimento di Pif Gadget, la serie lascia il settimanale e trova asilo nel 1987 in Pilote, il mensile delle Edizioni Dargaud che già pubblicava gli album. Sono state pubblicate solo tre gag. non avendo riscosso un successo sufficiente nelle librerie per sopravvivere senza un supporto pre-pubblicazione, la serie venne interrotta.
Nel 2001, l'editore Dargaud lanciò un'edizione completa della serie. I primi diciotto volumi sono stati raggruppati in sei, l'ultimo dei quali è stato pubblicato nel 2003, anno della morte di Mic Delinx.
Dal 2004 in poi, Christian Godard ha ripreso da solo La Jungle en folie quando Pif Gadget è stato ripubblicato come mensile. Sono. Stati pubblicati otto racconti. Contemporaneamente ha realizzato Il était une fois le Tuyéti, un racconto lungo pubblicato nel 2005 da Soleil, il quale costituisce il primo volume di nouvelles Aventures de la jungle en folie. Tuttavia dopo questo album non ne è stato stampato nessun altro.
Nel 2008, tre nuovi racconti di due pagine sono stati pubblicati su Pif ma, a causa della mancanza di lettori, la rivista è scomparsa di nuovo. Non sono stati pubblicati altri album.

## Personaggi
Tutti i personaggi vivono in una giungla nel mezzo di un deserto impraticabile.
- Joe la tigre: tigre vegetariana e pacifica, grande amante delle mele (e quindi del sidro)
- Gros Rino: un rinoceronte che indossa due medaglie (che l'autore ammette essere un mistero perché il personaggio non è né talentuoso né coraggioso)
- Potame: un ippopotamo che funge da medico non stante la sua dubbia competenza, definendosi "rigorosamente specializzato in tutto ciò che..."
- Mortimer: un serpente "senza senso"
- Auguste: coccodrillo, poeta dilettante
- Le gazze: pettegole, regine dei giochi di parole falliti (a volte sostituite da insetti)
- Asti: un lombrico che vive in una mela e si rifiuta di essere usato come esca per la pesca
- Perrette: la bella capra
- Lentourloup: il lupo commerciante
- Leroy: il leone calvo
- Anatole: il polpo

La pazza squadra della giungla include anche animali leggendari, come il cavallo alato Pegasus o il drago Timoleono
Insieme al gadget del giornale Pif n. 100 (1970) viene offerto un floppy disc sonoro con la registrazione di una pagina a fumetti de La giungla en folie: un grammofono di cartone. Così è possibile ascoltare molti dei personaggi.

## Analisi
A prima vista, La Jungle en folie ricorda il classico fumetto Pogo di Walt Kelly: fumetti di animali antropomorfi che satireggiano la società umana, umorismo delirante basato su giochi di parole improbabili o situazioni assurde, disegno espressivo e personaggi teatrali.
Tuttavia, a differenza di Pogo, La Jungle en folie utilizza un umorismo morboso e cinico, dove la crudeltà e l'ironia non sono mai lontane. I personaggi, che si evolvono all'interno di un mondo chiuso, sembrano essere impregnati di una "follia omicida", mentre la serie è in realtà più nella tradizione della favola animale, spesso crudele nel suo desiderio di mostrare gli eccessi degli uomini del suo tempo.
Il "tratto arrotondato, mezzo leccato e improvvisamente sfuocato o a chiazze" di Mic Delinx e la grande espressività degli sguardi dei suoi personaggi conferiscono loro un'aria sorniona e forniscono all'opera "un leggero tocco di isteria" che aumenta sia l'assurdità che la morbosità della serie.

## Pubblicazioni

### Periodici
- Pif Gadget, 1969-1986[9]
- Pilote, 1987-1988
- Pif Gadget (Christian Godard seul), 2004-2008

### Album
Parallelamente alla serie regolare, Dargaud pubblica raccolte di gag nella collezione "16/22". Una raccolta completa in sei volumi è stata pubblicata tra il 2001 e il 2003.
1. Les Aventures de Joe le tigre (1973)
2. Salut la compagnie! (1974)
3. La Conquête de l’espace (1974)
4. Corrida pour une vache maigre (1975)
5. Perrette et le grand méchant Louloup (1975)
6. La Crise (1976)
7. Le Mouton enragé (1976)
8. La Belle au bois ronflant (1979)
9. La Cage aux fauves (1979)
10. Le Monstre...du Loque Néness! (1980)
11. Mambo Zizi Panda (1981)
12. Le Trou du chou-fleur (1983)
13. La Brigade des morses (1983)
14. Hamac saynètes (1984)
15. La Licorne de brume (1984)
16. Le Fondu enchaîné (1985)
17. Canard à l’orange (1985)
18. Le Fantôme du bengali (1987)
19. Le Dindon de la farce (1987)
20. La Guerre du golf (1988)

### coll. «16/22»
1. Joe le Tigre vous salue bien (n. 36 dans la collection, 1978)
2. Horreur judiciaire (n. 45, 1978)
3. Corrida pour une vache maigre (n. 53, 1979)
4. Perrette et le grand méchant Louloup (n. 65, 1979)
5. La Crise (n. 75, 1980)
6. Le Mouton enragé (n. 101, 1981)
7. Le Complexe sidérurgique (n. 110, 1981)
8. Rien ne va plus, les œufs sont faits (n. 127, 1982)
9. La Belle au bois ronflant (n. 135, 1982)
10. La Croque-mitaine (n. 150, 1983)
11. Entre chèvre et louve (n.162, 1984)

### Libri illustratiLa Pomme(1974)
1. Gros Rino et l’oisillon (1974)
2. Auguste héros de l’espace (1974)
3. Mortimer a des ennuis (1974)

### Integrali
- Rombaldi (1982): riprendere n. 5; 1.e 8 - 11
- Dargaud vol. 1 - 6 (2001 - 2003): riprendere n. 5; 1 - 18

### Les nuvelles Aventures de la jungle en folie
(realizzati da solo Christian Godard)
- Il était une fois le Tuyéti (2005)